# 康平镇 (江城县)
康平镇，是中华人民共和国云南省普洱市江城哈尼族彝族自治县下辖的一个乡镇级行政单位。
2012年12月28日，云南省人民政府批复同意撤销康平乡，设立康平镇。

## 行政区划
康平镇下辖以下地区：
营盘山村、大树脚村、曼老街村、曼克老村、中平村、勐康村、瑶家山村、界碑村和两棵树村。